# Herald Harbor
Herald Harbor es un lugar designado por el censo ubicado en el condado de Anne Arundel en el estado estadounidense de Maryland. En el Censo de 2010 tenía una población de 2.603 habitantes y una densidad poblacional de 410,21 personas por km².

## Geografía
Herald Harbor se encuentra ubicado en las coordenadas 39°3′5″N 76°34′30″O / 39.05139, -76.57500. Según la Oficina del Censo de los Estados Unidos, Herald Harbor tiene una superficie total de 6.35 km², de la cual 4.36 km² corresponden a tierra firme y (31.31%) 1.99 km² es agua.

## Demografía
Según el censo de 2010, había 2.603 personas residiendo en Herald Harbor. La densidad de población era de 410,21 hab./km². De los 2.603 habitantes, Herald Harbor estaba compuesto por el 94.12% blancos, el 1.88% eran afroamericanos, el 0.23% eran amerindios, el 0.69% eran asiáticos, el 0.31% eran isleños del Pacífico, el 0.88% eran de otras razas y el 1.88% pertenecían a dos o más razas. Del total de la población el 2.19% eran hispanos o latinos de cualquier raza.